# TEAM WESTWIND
チーム・ウェストウィンド（Team WESTWIND）は、芸能事務所・ケイズプロジェクトに所属する芸能人による芸能人女子フットサルチームである。関西で唯一の芸能人女子フットサルチームで、かつては芸能人女子フットサルリーグ「メルシートゥフェスタ」に参加し、現在はS.E.F.A.リーグに参加している。

## 経歴
- 2007年（平成19年）
  - 月日不明 - チーム創設。
  - 12月16日 - 「メルシートゥフェスタ2007X’mas PARTY2」に参加。
- 2008年（平成20年）
  - 3月15日 - 「メルシートゥフェスタ2008開幕戦」でデビュー。
  - 9月7日 - 「メルシートゥフェスタ2008 3rdStage」をもって、メルシーから事実上撤退。
- 2009年（平成21年）3月 - 関西女子芸能人フットサルリーグ「S.E.F.A.リーグ」の立ち上げに加わる。
- 2010年（平成22年）4月4日 - 開幕した「S.E.F.A.リーグ2010」にメンバーを一新して参加。

## メンバー
2008年（平成20年）9月17日現在
- 監督 - 柴垣君彦
- 背番号 1 - 三上亜津砂（キャプテン）
- 背番号 2 - 柴垣ひかり（GK）
- 背番号 3 - 松井聖恵
- 背番号 4 - 小畑香菜
- 背番号 5 - 國本真鈴
- 背番号 6 - 辻歩果
- 背番号 7 - 堀田光
- 背番号 8 - 稲富菜穂
- 背番号 9 - はやしさとみ
- 背番号10 - 後藤久美子（GK）
- 背番号11 - 新芽歩
- 背番号12 - 橋本亜美
- 背番号18 - 福永春菜
- 背番号21 - 岩淵千夏

### 退団
- 永野美希
- 坂野友美
- 本庄史緒里
- 工藤紘菜
- 宮崎こころ
- 小花
- 碇山愛実

## 戦績（2008年以降）
- 2008年（平成20年）3月15日「メルシートゥフェスタ2008 開幕戦」：予選敗退
  - 対ASAI RED ROSE戦：●0-4
  - 対蹴竹G戦：●0-1

- 2008年（平成20年）6月15日「メルシートゥフェスタ2008 2ndStage」：予選敗退
  - 対YOTSUYA CLOVERS戦：△0-0
  - 対南葛シューターズ戦：△0-0

- 2008年（平成20年）8月2日「冒険王リーグFINAL グループB」：予選敗退
  - 対南葛シューターズ戦：△2-2
  - 対YOTSUYA CLOVERS戦：○1-0
  - 対蹴竹G戦：●1-2
  - 対chakuchaku J.b戦：○1-0

- 2008年（平成20年）8月16日「冒険王リーグFINAL グループD」：予選敗退
  - 対XANADU loves NHC戦：○3-2
  - 対Envy戦：○6-0
  - 対OMASHI戦：○4-0
  - 対FANTASISTA戦：●0-1

- 2008年（平成20年）8月18日「冒険王リーグFINAL グループE」：決勝大会進出
  - 対chakuchaku J.b戦：○3-0
  - 対蹴竹G戦：○3-0
  - 対ミスマガジン戦：○2-0
  - 対carezza戦：●1-2

- 2008年（平成20年）8月26日「冒険王リーグFINAL 決勝大会」：1回戦敗退
  - 対ASAI RED ROSE戦：●0-0（PK2-3）

- 2008年（平成20年）9月7日「メルシートゥフェスタ2008 3rdStage」：予選敗退
  - 対ASAI RED ROSE戦：●0-5
  - 対XANADU loves NHC戦：●0-5